# Clathurellidae
Clathurellidae is een familie van weekdieren uit de klasse van de Gastropoda (slakken).

## Geslachten
- Acrista Hedley, 1922
- Adanaclava Bartsch, 1950
- Clathurella Carpenter, 1857
- Comarmondia Monterosato, 1884
- Corinnaeturris Bouchet & Warén, 1980
- Crockerella Hertlein & Strong, 1951
- Etrema Hedley, 1918
- Etremopa Oyama, 1953
- Etremopsis Powell, 1942
- Euclathurella Woodring, 1928
- Euglyphostoma Woodring, 1970
- Glyphostoma Gabb, 1873
- Glyphostomops Bartsch, 1934
- Lienardia Jousseaume, 1884
- Nannodiella Dall, 1919
- Paraclathurella Boettger, 1895
- Pseudoetrema Oyama, 1953
- Strombinoturris Hertlein & Strong, 1951
- Turella Laseron, 1954